# Barbara Wheaton
Barbara Wheaton (Filadelfia, 1931), es una escritora estadounidense cuyo trabajo la ha convertido en erudita en el campo de la cocina del mundo. Buena parte de su vida la ha dedicado a la construcción de una base de datos (hoy llamada: The Sifter) con recetas de cocina de todos los tiempos. Desde 1990 es curadora honoraria de la colección culinaria de la Arthur Elizabeth Schlesinger Library on the History of Women in America at the Radcliffe Institute for Advanced Study, de la Universidad de Harvard, una de las más grandes colecciones de libros y manuscritos relacionados con cocina. y la historia social de la alimentación.

## Biografía
Nació en Filadelfia, Pensilvania en 1931. Tras unos breves estudios en biología de agua dulce, Wheaton obtuvo en 1953 una licenciatura en historia del arte en Mount Holyoke College, y en 1954 una maestría en historia del arte por la Universidad de Harvard. Se casó con el historiador Bob Wheaton, y hacia 1958 la pareja se mudó a Países Bajos, donde vivieron por más de dos años. Allí ella descubrió el libro que la llevó a la cocina francesa, La Cuisine de Madame E. Saint-Ange. Entre 1964 y 1965 asistió a la École des Trois Gourmandes fundada en París por Julia Child, Simone Beck y Louisette Bertholle.
En 1976 preparó la edición moderna de un clásico victoriano de Agnes B. Marshall The Book of Ices, publicado originalmente en Londres en 1885. Es autora de Savoring the Past: The French Kitchen and Table de 1300 a 1789,(en español: saboreando el pasado: la mesa y cocina francesa de 1300 a 1789). Wheaton escribió la biografía de una exponente de la gran cocina francesa, Marie-Antoine Carême, para Oxford Companion to Food de Alan Davidson (1999). A petición suya, pues no quería lavar más platos y quería unos platos duraderos pero desechables, el Counter Intelligence Group del MIT Media Lab creó la «dishmaker», una máquina para hacer platos a la medida con materiales aptos para servir alimentos, que luego se reciclan íntegramente. Ella desarrolló «The Cook's Oracle» (en español: el oráculo del cocinero), una plataforma que incluye una base de datos para hacer búsquedas y establecer relaciones entre recetas provenientes de libros de cocina de diferentes períodos históricos. Wheaton trabajó con el propósito de que el proyecto de la base de datos continúe y se preserve con el tiempo, para lo cual contactó a Microsoft Access.
Barbara Wheaton fue fideicomisaria fundadora desde 2003 hasta 2007, de Charitable Trust para el «Simposio de Oxford sobre Alimentos y Cocina», y ha sido vicepresidenta desde 2008 de dicho simposio de los Amigos Estadounidenses de Oxford. También es supervisora en Plimoth Plantation y emprendedora del Museo de Arte de Worcester. El 28 de octubre de 2007, la Biblioteca Schlesinger celebró un simposio de un día para conmemorar su septuagésimo quinto cumpleaños.

## The Sifter
Wheaton en julio de 2020, junto a sus hijos Catherine y Joe lanzaron The Sifter (en español: el colador) una base de datos en línea, con enlaces a una cuidada bibliografía sobre cocina. Hay datos tan antiguos como la  De Re Culinaria, publicada en latín medieval en el año 800. La base de datos no guarda recetas de cocina en sí, si no documentación sobre autores, ingredientes y técnicas de cocina, recogidos de más de 5000 libros. Algunas funcionalidades de The Sifter se parecen a las de Wikipedia, en tanto los usuarios pueden sugerir y agregar libros, no importa el idioma o el país del que proceden.

## Publicaciones
Libros
- (prefacio y anotaciones) Ices, Plain and Fancy: The Book of Ices by Agnes B. Marshall. New York: Metropolitan Museum of Art, 1976. Reimpreso como Victorian Ices & Ice Cream, 1984
- (con Patricia Kelly) Bibliography of Culinary History: Food Resources in Eastern Massachusetts. Boston: G. K. Hall, 1987
- Savoring the Past: The French Kitchen and Table from 1300 to 1789 Filadelfia: University of Pennsylvania Press, 1983; Londres: Chatto & Windus, 1983. Traducido al francés: L'office et la bouche: étude des moeurs de la table en France, 1300-1789. París: Calmann-Lévy, 1984

Artículos
- «Cómo cocinar un pavo real» en Harvard Magazine (1979)
- «Los cocineros de la concordia» en Journal of Gastronomy (1984)
- «El año fortuito» en Journal of Gastronomy (1987)
- «Petits Riens y Pommes Barigoule: Alimentos en Francia después de la Revolución» en Journal of Gastronomy (1989/1990)
- «Los placeres de las tablas parisinas de Daumier a Picasso» en Barbara S. Shapiro, ed., Los placeres de París de Daumier a Picasso (Boston: Museo de Bellas Artes, 1991)
- «Carême» en Alan Davidson, ed., The Oxford Companion to Food (Oxford, 1999)
- «Historia culinaria» (con Ellen Messer, Barbara Haber y Joyce Toomre) en The Cambridge World History of Food (Cambridge, 2000)
- «Le menu dans le Paris du XIXe siècle» en À table au XIXe siècle (París: Réunion des musées nationaux; Flammarion, 2001. Catálogo de una exposición en el Musée d'Orsay, 2001-2002)